# Syncarpha argentea
Syncarpha argentea là một loài thực vật có hoa trong họ Cúc. Loài này được (Thunb.) B.Nord. miêu tả khoa học đầu tiên năm 1989.